# Tomáš Smola
Tomáš Smola (Louny, 19 gennaio 1989) è un calciatore ceco, attaccante del SEKO Louny.